# Falles de Borriana

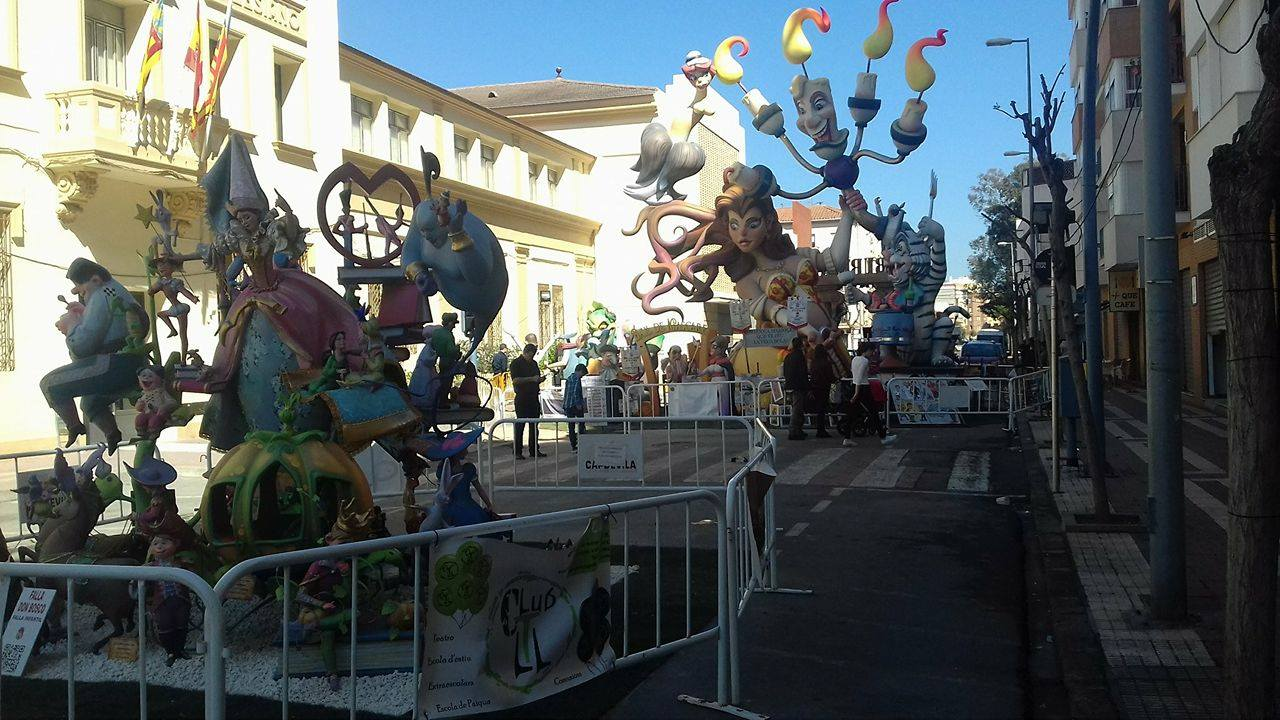
Falla Don Bosco el 2017.

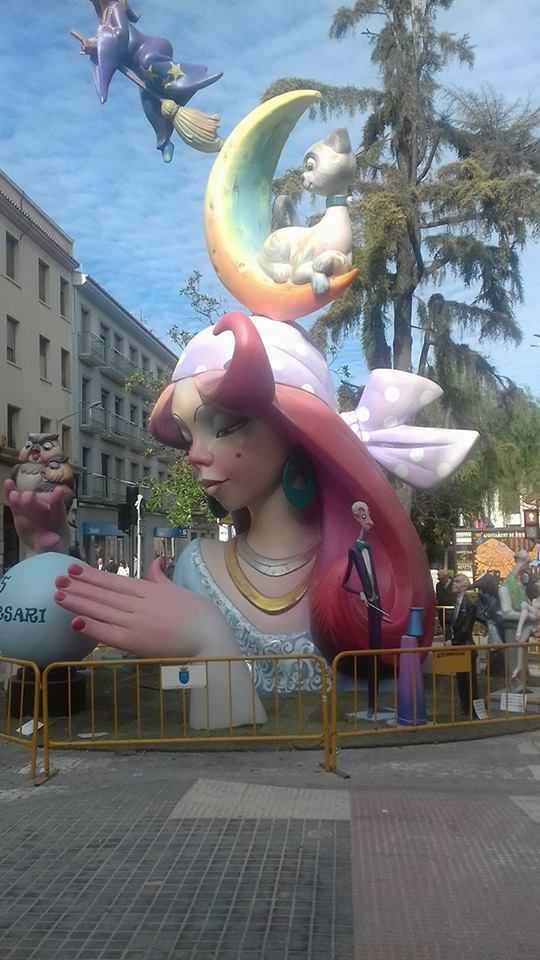
Falla Societat de Caçadors el 2017.

Les Falles de Borriana tenen lloc en aquesta localitat durant la primera meitat del mes de març, de la mateixa manera que se celebren a altres llocs del País Valencià com la Vall d'Uixó, Sagunt, Alzira, Gandia o la ciutat de València.
Cada falla planta dos monuments fallers, una falla gran i una falla infantil.

## Comissions falleres
A Borriana hi ha actualment 19 comissions falleres, que són: La Mercè, Barri València, Barri La Vila, Barri Onda, Barri l'Escorredor, Barri la Ravalera, Barri la Mota, Societat de Caçadors, Barri Sant Blai, Societat Centre Espanya, Societat Club Ortega, Plaça Chicharro, Club 53, Barri la Bosca, Don Bosco, Quarts de Calatrava, Sant Josep, Rei Jaume I i Cardenal Tarancon. L'entitat que gestiona tot allò relatiu a les Falles és la Junta Local Fallera.

## Història
El 16 de març del 1928 va ser creada la primera falla a Borriana, davant del convent de la plaça de la Mercè. Aquest fet va ser possible gràcies a la participació de Carlos Romero Vèrnia, retor de l'església de la Mercè.
En un principi, anava a ser part d'un divertiment d'un grup d'amics en un sopar, però l'ajuda de l'alcalde, en Vicent Enrique, donant unes fustes, va fer que el projecte anara a més. Amb l'ajuda dels veïns es va començar la construcció de la falla en el magatzem de gra del president de la comissió, en Manuel Martí Felis.
Durant els anys 20, Borriana passava per una època de gran esplendor econòmic gràcies al comerç de la taronja. Per això, la primera falla va intentar ridiculitzar a aquells que pretenien fer negoci amb la venda de taronges amb ostentoses oficines, front a aquells llauradors que només volien vendre per poder sobreviure. Es va ficar en un extrem un ninot prim, front a una ostentosa i luxosa taula de despatx, i davant, una caixa de cabals oberta plena de teranyines. En l'altre extrem hi havia un ninot gros vestit de llaurador que es fumava un gran pur, i que estava assegut en una xicoteta taula amb una gerra gran amb la inscripció "Haber" i una altra petita on es llegia "Debe".
Amb açò es tractava de caricaturitzar la societat del moment, fent una crítica al que passava al barri i la zona. Per això, en José Borja, dibuixant i caricaturista borrianer, va pintar en un dels laterals de la falla un comerciant que fugia d'uns llauradors amb bastons en la mà, fent al·lusió a uns fets que havien ocorregut uns dies abans.
A aquesta festa va acudir tot el poble de Borriana i gent dels pobles del voltant, que volien observar el monument. Així va començar la història d'una de les festes més importants de Borriana.

## Festivitat
Cada any, es duen a terme una sèrie d'actes relacionats amb les falles:
- El Pregó: s'anuncien les festes falleres. Després d'una desfilada, des del balcó de l'Ajuntament el pregoner oficial llig el Pregó. A continuació, les reines falleres, major i infantil, juntament amb l'alcalde lligen la Cridà. Es du a terme cap a finals de febrer.
- Exposició del Ninot. A la Casa de la Cultura es col·loca una exposició dels ninots indultats, que se salvaran de ser cremats a la falla. Es donen premis als millors ninots.
- Cavalcada del Ninot. Cada Falla és representada per una carrossa i gent disfressada. En la carrossa hi són les falleres que tiren caramels. També es donen premis a les millors carrosses. Un dissabte nit, generalment, hi ha una cavalcada i l'endemà de vesprada hi ha la cavalcada infantil. Tenen lloc a principis de març.
- Falles als col·legis. Els col·legis del poble contribueixen a aquesta tradició fent xicotetes falles que són cremades l'últim dia de classe abans de les festes falleres. Aquestes falles són visitades per les reines falleres, la cort d'honor infantil, les dames de la ciutat infantil i la Junta Local Fallera.
- La Plantà. Té lloc el 15 de març. Les diferents falles planten els seus respectius monuments fallers. Juntament amb açò hi ha una tradicional festa on generalment cada falla ofereix bunyols i mistela.
- Ofrena de flors. El 19 de març al matí, les falleres del poble fan una desfilada cap a la plaça de l'Ajuntament, on es fa una ofrena floral a la Mare de Déu de la Misericòrdia.
- Cremà. La nit del 19 de març es cremen tots els monuments fallers, donant fi a les falles.

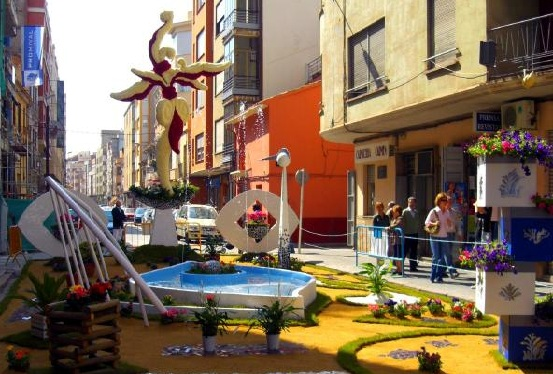
Creu de maig Falla l'Escorredor 2012

## Les Creus de maig
A principis del mes de maig, cada Falla planta dos creus (una per cada monument faller) adornades amb flors en homenatge a la Mare de Déu. Les creus romanen plantades durant tres dies, adornades amb vistosos jardins amb aigua, flors i altres motius decoratius.